# Хоркавий Роман Богданович
Хоркавий Роман Богданович (12 серпня 1940, Львів — 19 липня 2021, Львів) — український поет, драматург, прозаїк, перекладач, художник, мистецтвознавець, шістдесятник. Член національної Спілки письменників України, 1993.

## Біографія
Хоркавий Роман Богданович народився 12 серпня 1940 року у Львові в родині вчителя (батько викладав українську мову й літературу). У 1941 році батько, маючи ще й теологічну освіту, висвятився і служив священником у різних селах Галичини. Мати Романа мала бухгалтерську освіту, була начитаною людиною, захоплювалася українськими письменниками (особливо Г.Сковородою, Т.Шевченком, І.Франком, М.Коцюбинським, О.Кобилянською, Лесею Українкою, Б.Лепким, Б. І. Антоничем), а також класиками польської та російської літератур. У Романа є ще молодші два брати і дві сестри.
Сім класів закінчив у с. Дроговиж (Верхньодорожнє) Миколаївського районі на Львівщині, середню школу — в районному містечку Миколаєві. У 1962 році з відзнакою закінчив німецьке відділення факультету іноземних мов Львівського державного університету імені Івана Франка. У тому ж році одружився (з піаністкою-педагогом Ларисою Хоркавою). Є в них дочка Оксана (вона згодом стала цікавою художницею).
Викладав німецьку та англійську мови у різних середніх та вищих навчальних закладах Львова. Це було до 1972 року, коли з політичних мотивів його звільнили з посади викладача Львівської Політехніки й уже не дозволили займатися ні педагогічною роботою, ні науковою офіційно. Перший арешт спіткав його 1967 року, другий — 1972 року, останній раз (щось схоже на арешт) — у 1986 році.

## Редакторська діяльність
У 90-х роках був літературним редактором релігійної газети «Вірую», журналу «Світ дитини», головним редактором релігійно-педагогічної газети «Діти Марії», науковим співробітником Львівського обласного науково-методичного Інституту освіти.

## Мистецька діяльність
Працював також учителем образотворчого мистецтва, вів малярську студію «Радісна палітра». Як художник-аматор мав декілька персональних виставок (живопис, ґрафіка, пластика) у Львові та в Миколаєві, займався ілюструванням своїх та не своїх книжок, розписом церков, іконописом, створенням вітражів, мозаїчних композицій на автостанціях. Є автором понад тисячу картин.

## Хобі
У молоді роки займався ковзанярством, лижним та велосипедним спортом, туризмом, колекціонуванням грамзаписів оперних арій, сонат, симфоній, реквіємів, кантат і українських народних пісень.

## Літературна діяльність
Писати почав у 1952 році (був тоді учнем 5-го класу сільської школи). Це були переважно віршовані та прозові казки. Десь тоді почав займатись і малюванням (переважно кольоровими олівцями). Потім у цьому ранньому творчому піднесенні чомусь настала перерва. Потяг до літературної та малярської творчості відродився в нього щойно у 1959 році (Роман був тоді студентом другого курсу). Це були (в літературі) переважно переклади з латинської, німецької, англійської, російської та польської мов, а в малярстві — головно пейзажі, натюрморти та абстрактні композиції. Був це період інтенсивного росту-зростання. Серйозно і майже щоденно літературною творчістю почав займатися від 1960 року (на третьому курсі університету).
У 1993 році Роман Хоркавий був прийнятий у члени Національної Спілки письменників України.

## Самвидав
У 1960-х роках був автором самвидаву на Львівщині (кілька його творів під тим чи тим псевдонімом ходило по руках у тісному колі друзів та знайомих). Хтось з них передав його окремі твори на Захід — і в 1971 році деякі з них появилися друком у Лондоні та Брюсселі. У 1991 році з'явилася одна його річ у Варшаві (есе про Ігоря Калинця). Там уже розкрили його псевдонім — Євген Корда. Був близько знайомий з дисидентами (Вячеслав Чорновіл, Ігор та Ірина Калинці, Іван Гель, Стефанія Шабатура та інші).
Через політичні переслідування життя в нього склалося так, що він часто мусив покидати Україну, ховатись від цькувань десь у Росії чи Прибалтиці. Часто був безробітним, зазнавав нестерпних позасудових репресій, жив немовби в ізоляції-герметизації.
У його творчому доробку понад 80 книжок (томів), а це поезії, драми, прозові твори, афоризми, байки, есе, оповідання, наукові статті, український музично-педагогічний словник (у двох томах), філософський довідник та інше.

## Нагороди
Медаль НСПУ «Почесна відзнака», 2015.
Премія імені Ірини Калинець, 2016.

## Твори

### поезія
Див кличе над деревами (вірші про чорнобильську трагедію). — Рівне, 1992.
Спроба віддати тепло (родинна поезія). — Дрогобич, 1992.
Образки з Космача (етнографічна поезія). — Львів, 1993.
Букет-колаж (флористична поезія, інтимна лірика). — Львів, 1994.
Небитка скрижаль (релігійна лірика, філософські роздуми). — Львів, 1994.
І Ковчег, і Церква (релігійна лірика). — Львів, 1996.
360 (збірник сонетів і сонетоїдів). — Львів, 2007.
Фаґорії, фантаснаберії… (збірка верлібрів). — Львів, 2007.
Сумбур (сюжети мультфільмів для дорослих). — Львів, 2007.
Співаю про… (поезія на різні теми). — Львів, 2010.
Дощі, сніги, сумніви… (пейзажно-філософська лірика). — Львів, 2010.
Не тільки для вершника (збірка віршів). — Львів, 2010.
Байки (моралістичні, філософські та сатиричні твори). — Львів, 2010.
Попіл фаталізму, песимізму, скептицизму (лірика). — Львів, 2015.
Казки сірого-сірого вовка (під псевдонімом Ромхор). — Львів, 2015.
Терцини, секстини, тріолети, нони… (вірші на різні теми). — Львів, 2015.
Дванадцять (поезія). — Львів, 2017. На тебе шлях чекає (поезія). — Львів, 2017.
Від «А» до «Я» (поезія на різні теми). — Львів, 2017.
Визначення життя (поезія). — Львів, 2018.
Цвіте терен, цвіте терен… (інтимна лірика). — Львів, 2018.
Брязкіт зброї (громадянська лірика). — Львів, 2018.
Інтроспекції (медитативна лірика). — Львів, 2018.
Сонце і місяць (пейзажно-філософська лірика). — Львів, 2019.
Що за вітер (пейзажна лірика). — Львів, 2019.
Про себе, хлопчину (автобіографічна лірика). — Львів, 2019.
Овес для Пеґаса (поезія про поезію). — Львів, 2019.
Явища і речі (філософська поезія). — Львів, 2019.

### драми
Теревенили (невеличкі діалоги, гумор, сатира). — Львів, 2003.
Обриси (драматичні поеми релігійно-філософського змісту). — Львів, 1999.
Античне (драматична поема на основі античності). — 2003.
Зав'язь (двотомник драматичних поем). — Львів, 2003.
Падіння (драматургія в прозі). — Львів, 2004.
Львівські капрічос (діалоги). — Львів, 2004.

### проза (художня і наукова)
Щоденні молитви у гонінні (політичне есе). — Львів, 1993.
Тісно-вільно (у двох томах — есе, статті, оповідання). — Львів, 2003.
Думки, висловлювання, визначення… (збірник афоризмів). — Львів, 2004.
І реконструювання, і моделетворення (есе-післямова). — Львів, 2005.
Тісно-вільно-ІІІ (третій том прози — есе, статті, оповідання). — Львів, 2010.
Ars longa (твори про образотворче мистецтво взагалі). — Львів, 2012.
Маґія числа (твори на філософські теми). — Львів, 2015.
Рій та обрій думок (статті, есе). — Львів, 2017.
Сучасники мої (статті, есе). — Львів, 2017.

### твори різних жанрів
Сковородіана (твори, присвячені Григорію Сковороді). — Львів, 2004.
Шевченкіана (твори, присвячені Тарасові Шевченку). — Львів, 2004.
Під знаком Франка (твори, присвячені Іванові Франку). — Львів, 2008.
Музика — втіха і правда (твори різних жанрів про музику). — Львів, 2012.
Підмур'я (твори різних жанрів на педаґоґічні теми). — Львів, 2012.
Задзеркалля філософії (твори на філософські теми). — Львів, 2012.
Античність-сучасність (твори різних жанрів). — Львів, 2012.
Жмут квазіпоем (твори на різні теми). — Львів, 2012.
Не (твори різних жанрів на різні теми). — Львів, 2015.
Не ми (твори різних жанрів). — Львів, 2015.
Обертайся, часопросторе! (навколофілософські роздуми). — Львів, 2015.
Барвогра-барвомузика (щось наче кольорознавство). — Львів, 2015.
За серцем жіночим (твори про видатних українських жінок). — Львів, 2015.
Ода поетові (твори про життя і творчість Ігоря Калинця). — Львів, 2015.
Містечко-гніздечко (твори про місто Миколаїв на Львівщині). — Львів, 2017.
Львів — дзвіниця моїх дзвонів (твори різних жанрів про Львів). — Львів, 2017.
То правда, то істина, то… (твори різних жанрів). — Львів, 2017.
Fiat lux! (твори різних жанрів про світло). — Львів, 2017.
Києве мій (твори різних жанрів). — Львів, 2017.
Стоїть гора (твори різних жанрів). — Львів, 2017.
Антоничіана (твори про поезію Богдана Ігоря Антонича). — Львів, 2017.
Слово про тих, кому я вдячний особливо (різні жанри). — Львів, 2017.
Підсумок-вибране (чотиритомник). — Львів, 2018.
З-під філософського каменя (твори на філософські теми). — Львів, 2018.
Слово шістдесятника марґінального (твори 60-х років). — Львів, 2019.
У вінок Лесі Українці (твори різних жанрів). — Львів, 2019.

### словники
Наші любомудри (філософський довідник). — Львів, 2004.
Український музично-педагогічний словник (двотомник). — Львів, 2010.

### переклади
Аби діти дивувалися (казки Ал. Мікулки, переклад з чеської). — Львів. 1997.
Апокрифи (афоризми Й. Ґ. Зойме, переклад з німецької). — Львів, 2015.

### дитяча література
Світанкові видива (вірші для дітей). — Львів, 1996.
Звіринцем строкатим (вірші для дітей). — Львів, 1997.
Відповідь на перехресті (збірник кросвордів). — Львів, 1997.